# Grabación óptica digital de sonido
La grabación óptica digital de sonido es un sistema de grabación digital de sonido que utiliza como soporte el disco óptico y en el que la grabación/reproducción se realizan mediante un rayo láser. Es usado por, entre otros, el disco compacto (CD) y los formatos derivados de este (DVD, HD DVD, Blu-ray).

## Grabación
Durante la grabación, un diodo láser emite rayos hacia un espejo situado en el cabezal y la luz reflejada en el espejo atraviesa una lente y queda enfocada en un punto sobre la base de policarbonato del disco. Esta luz enfocada va grabando huecos ('pits' o pozos), que contrastan con las zonas donde no hay huecos ('lands' o salientes).  
Los puntos (tanto lands como pits) tienen una profundidad de 0'6 micras. Los lands y pits configuran una especie de código Morse que será reinterpretado en la fase de reproducción durante la conversión D/A.
Estos huecos se van grabando en una única espiral (en la que se pueden llegar a integrar 99 pistas, teniendo la separación entre las pistas un anchura de 1'6 micras). La espiral comienza en el interior del disco (cercana al centro), y finaliza en la parte externa.

## Reproducción
La lectura óptica es relativamente sencilla. Durante la reproducción, cuando el rayo láser incide sobre la capa de aluminio reflectante, la luz es reflejada, dispersada y reencaminada  mediante una serie de lentes y espejos hacia un fotodiodo receptor. 
Este fotodiodo es capaz de interpretar la señal digital. Esto se debe a que  la luz que llega al valle es reflejada y va desfasada medio periodo con respecto a la que viene del saliente (pit) que es dispersada. Esto permite al fotodiodo convertir la información óptica al código binario:
- Se da el valor 0 tanto a la sucesión de salientes (lands), como a la sucesión de no salientes (pits).
- Se da el valor 1 si se produce un cambio de superficie en el sentido que sea: tanto PIT – LAND, como LAND – PIT.

Una vez interpretada la señal digital, la envía a un conversor D/A (digita-analógico) que transforma la señal digital en señal eléctrica (analógica).
Esta señal de salida será enviada a los equipos que tengan que amplificarla, procesarla o convertirla nuevamente en presión sonora para poder oírla.
- Datos: Q5576937